# Великий Ер'явець
45°35′ пн. ш. 15°26′ сх. д. / 45.58° пн. ш. 15.43° сх. д.
Великий Ер'явець (хорв. Veliki Erjavec) — населений пункт у Хорватії, у Карловацькій жупанії у складі міста Озаль.

## Населення
Населення за даними перепису 2011 року становило 13 осіб.
Динаміка чисельності населення поселення: